# 京野真里奈
京野 真里奈（きょうの まりな、1983年2月13日 - ）は、日本の元AV女優。
身長:158cm。スリーサイズ:B84(C-70)・W58・H88。血液型:A型。

## 略歴・人物
2001年にAVデビュー。
2004年頃に引退。

## 出演作品

### アダルトビデオ
2001年
- ぶっかけ中出しアナルFUCK!（11月15日、MOODYZ）※デビュー作

2002年
- アッパレ!!（2月15日、MOODYZ）
- コススペレズ（2月15日、MOODYZ）共演:可憐
- スペレズ娘。（3月1日、MOODYZ）共演:泉星香、澤宮有希、百華
- ムーディーズ娘。1 ムー娘。誕生!（4月1日、MOODYZ）共演:紋舞らん、Saiko、百華
- ザーメンと女優 （5月1日、ワンズファクトリー）
- ドリーム学園 5（6月1日、MOODYZ）共演:及川奈央、泉星香、安西ゆみこ、可憐、遊佐七海、藤本ゆい
- ムーディーズ娘。2（7月1日、MOODYZ）共演:紋舞らん、百華、Saiko、蒼吹雪、藤木那奈
- 中にどぴゅっとね!（8月20日、ジーメディア）
- ザーメンバンク（9月1日、MOODYZ）共演:紋舞らん、桜田由加里、百華
- ムーディーズ娘。3（10月1日、MOODYZ）共演:紋舞らん、百華、藤木那奈、雪野小春
- VS黒人 ファック&ザーメン（10月1日、MOODYZ）他出演:清水かおり、冴嶋みどり、氷咲東子、琴野まゆ、斉藤つかさ、中里優奈、千夏、南彩菜、青山くるみ
- ザーメンヴァーリトゥード（11月1日、MOODYZ）共演:紋舞らん、恵美梨、桜田由加里、星野瑠海、泉星香、浅倉みるく、倉沢七海、澤宮有希、冬月ひなの
- ザーメンヴァーリトゥード 〜場外スペレズ乱交編〜（11月1日、MOODYZ）共演:紋舞らん、恵美梨、桜田由加里、星野瑠海、泉星香、浅倉みるく、倉沢七海、澤宮有希、冬月ひなの
- 企画女優に生まれて（12月1日、MOODYZ）

2003年
- 解散 ムーディーズ娘。4（2月15日、MOODYZ）共演:紋舞らん、百華、MECUMI、矢田あき、桜田由加里、雪野あいか、田端百子
- AVおじゃマンボウ マル秘撮影現場にあいのり!（2月15日、MOODYZ）共演:紋舞らん、百華、MECUMI、矢田あき 他出演:南波杏、デヴィ
- D・CUP HIGH SCHOOL 3（3月20日、ケイ・エム・プロデュース）共演:菊池麗子、月咲舞
- 純愛 バーチャラブ 01（4月23日、アルファーインターナショナル）
- アナル拷問 6（5月3日、ディープス）
- 巨乳女子校生4時間スペシャル（5月23日、ケイ・エム・プロデュース）共演:菊池麗子、月咲舞 『D－CUP HIGH SCHOOL 3』のセルDVD化作品、他出演:望月るあ、西村あみ、相沢夢、沙里奈ユイ 他
- ぶっかけ中出しFUCK!（6月1日、MOODYZ）共演:いしかわ愛里、相沢夢
- おんなのこのおなにー 4（6月5日、ディープス）他多数出演
- 女子行員 強制職場淫姦（6月8日、アタッカーズ）共演:楠木さやか、佐々木空
- 月刊 京野真里奈（6月13日、VIP）
- ブルマ王（6月20日、ナチュラルハイ）共演:飯塚マナ
- 青空ぶっかけサークル（7月5日、ナチュラルハイ）
- Lovers 僕の妹は女子高生（7月15日、メビウスエンターテイメント）
- 24人のカリスマアイドル3（7月25日、ケイ・エム・プロデュース）他23名出演
- いもうと（8月29日、デジタルバンク）
- 酒池肉林（9月21日、メディアステーション）共演:藤森かおり、桜井ルル
- 女が欲しがる変態SEX（9月21日、芳友社）共演:池田こずえ
- いたぶり 旅館仲居監禁地獄（10月1日、エーティ）
- 乳揉み三昧（10月13日、メディアステーション）他出演:藤森かおり、桜井ルル
- 京野真里奈 BEST（10月15日、MOODYZ）…総集編
- 猟色の里 母と娘（10月17日、グラフィティジャパン）共演:渋谷あかね、南けい子
- 強制露出マニアックス 7（11月14日、VIP）他出演:乙川紗良、楠木さやか、森高千春
- ゼッタイ!!（12月19日、デジタルバンク）

2004年
- 四弾 肉弾攻撃（2月20日、特攻隊）他出演:春菜まい、野口佳穂、秋永好美
- 幼児体型少女極上ハメ撮り（3月13日、夜叉）
- 唾液まみれ竿舐め玉舐め（4月21日、鬼姫）他出演:宮下杏菜、三上翔子、小沢志乃
- 純愛女子高生（4月21日、メディアタウン）他出演:岬じゅん
- 淫乱濃厚フェラチオ（5月14日、鬼姫）他出演:宮下杏菜、平井まりあ、桜木いづみ
- 女子校生パンチラ通学路（8月20日、イマージュ）他出演:夕凪ななか、平井まりあ、里中ゆかり、草蒔紅葉、横井くるみ、星めぐみ、持田みく
- 生挿入 裏ハメ撮り 3（8月27日、白虎）他出演:長谷川美紅
- 淫酒SEX娘DX（11月26日、デジタルバンク）他出演:西村あみ、桜このみ、松坂樹梨、坂下みく

2005年
- うまなみプレゼンツ 4 女子校生狩り 部活っ娘編（2月18日、ケイ・エム・プロデュース）他多数出演
- 未編集 （3月1日、エーティ）

他

### オリジナルビデオ
- 妹の恋人 背徳の甘い蜜（2003年8月8日、レジェンド・ピクチャーズ）…共演:水谷ケイ